# 直訳と意訳
本記事では直訳（ちょくやく）と意訳（いやく）について解説する。
| - 翻訳者はなにを守るべきか。忠実さか、わかりやすさか。 - 翻訳の品質には客観的尺度があるか。 |

## 概説
直訳とは、外国語を別言語に翻訳する際に、原文の文法構造のまま、原文の語と翻訳先の語を一対一で置き換えてゆくものである。法律文書や学術論文など、もともと専門用語や専門家の文章が、単純な造語法や単純な文章構成法の組み合わせで人工的に構成されたような文章は、他言語でも同様の単純な造語法・構成法になっていることが多いので、こうした特定分野の専門的文章を翻訳する場合は、直訳方式で事足りることも多い。
これに対して意訳とは、発話者（書き手）の意図、感情、ニュアンス、語感の込められた文章を、文脈や文化的背景も考慮して、深く調査して訳すものである。原文の表面的な文法構造や個々の語にとらわれず、母語話者がするであろう自然な表現であることを優先し、母語話者の持つ蓄積された自然な表現の記憶と直感を駆使して、適切な言い回しを選び出す。
意訳は、翻訳元の言語と翻訳先の言語の両方で、実際の人生での豊富な言語使用経験が無いと、なかなかできない。

## 直訳
- 直訳は、あまりに原文の文法的構造や単語との一対一対応を重視するために、翻訳後の言語の母語話者から見ると違和感や稚拙さを感じる表現となる場合がある。
- また、「直訳」は、翻訳先の母語話者にとって、まったく意味が不明になったり、おかしな意味や全然異なった意味、間違った文章になってしまうことがある。

多くの場合、初学者の一対一の言葉は全くの間違いというわけではないが、先述のCarefullyを「ていねいに」や「たんねんに」、Thoughを「～だが」のように訳したほうが自然な場合もある。
個々の語の意味は、その語だけでは確定せず、あくまで発話された状況・背景、文脈やイディオムとの関連があってはじめて定まるもので、場合に応じて指す内容は異なる。最近の言語研究では、個々の語自体より言い回しや文章全体が、意図やニュアンスを持つということが明らかになってきている。
端的に言えば、直訳は誤訳に陥ってしまう可能性が高い。初級の不自然な例文を扱っているうちは直訳の問題点は気付かれづらいが、段階が進むごとにその問題点はやがて明らかになる。

## 意訳
意訳は、母語話者の意図するところや母語の聞き手の心に起きるはずのことを深く調査し、その機能をできるだけ忠実に再現しようとした翻訳と言える。
意訳は、外国映画の日本語字幕でよく使われている。これには字幕の文字数規制（セリフ1秒当たり、4文字までが適正と言われている）が大きな原因であるが、直訳では作者が意図している表現にならないことも多いからでもある。
なお、"意訳"が裏目となってしまう場合もある。例えば、ヨハン・ゼバスティアン・バッハの作品であるドイツ語原題の"Das Wohltemperierte Clavier"に対する和訳の「平均律クラヴィーア」は、「宜しく調律された（"Wohltemperierte"）」に対して、習慣化された「平均律」という訳が採用されている。しかし近年の研究では「平均律」を意図しているわけではないという説が有力である。

## 直訳ロックブーム
1995年、ロック歌手の王様がディープ・パープルの曲を直訳し「深紫伝説」としてカヴァーしたのが火種となり、女王様（パッパラー河合とサンプラザ中野くん）が「女王様物語」の名でクイーンの直訳カヴァーを出す等した。また、ブームに便乗して大工可憐がカーペンターズのナンバーを関西弁でカヴァーしたのも話題になった。

## 関連書
- 東田千秋『直訳という名の誤訳―英語読書作法』南雲堂、1981年。全国書誌番号:81043399。